# Rutherfordton
La ville de Rutherfordton est le siège du comté de Rutherford, situé en Caroline du Nord, aux États-Unis.

## Démographie
| 1850 | 1870 | 1880 | 1900 | 1910  | 1920  |
| ---- | ---- | ---- | ---- | ----- | ----- |
| 484  | 479  | 300  | 880  | 1 062 | 1 693 |

| 1930  | 1940  | 1950  | 1960  | 1970  | 1980  |
| ----- | ----- | ----- | ----- | ----- | ----- |
| 2 020 | 2 326 | 3 146 | 3 392 | 3 245 | 3 434 |

| 1990  | 2000  | 2010  | - | - | - |
| ----- | ----- | ----- | - | - | - |
| 3 617 | 4 131 | 4 213 | - | - | - |

## Source
- (en) Cet article est partiellement ou en totalité issu de l’article de Wikipédia en anglais intitulé « Rutherfordton, North Carolina » (voir la liste des auteurs).